# Юрий Онуфриенко
Юрий Иванович Онуфриенко е Герой на Русия, летец-космонавт на Русия, полковник.

## Биография
Роден е на 6 февруари 1961 г. в с. Рясное, Золочевски район, Харковска област, Украинска ССР. Учи в Золочевското средно училище №1, което завършва през 1978 г. След това постъпва в Ейското висше военно-авиационно училище за летци „В. Комаров“, което завършил през 1982 г. с диплом на „летец-инженер“.
От 7 декември 1982 г. служи в 229-и авиационен полк в Далечноизточния военен окръг отначало като летец, а от 22 май 1983 — старши летец. От 21 ноември 1984 г. служи в 209-и авиационен полк.
На 22 април 1989 г. е зачислен като кандидат за космонавт-изпитател в Центъра за подготовка космонавти (ЦПК). От юни 1989 г. до януари 1991 г. преминава курс по общокосмическа подготовка и на 1 февруари 1991 г. му е присвоена квалификацията „космонавт-изпитател“. От април 1991 до април 1994 г. преминава подготовка по програмата за полети до орбиталната станция „Мир“.
От 1992 г. до април 1994 преминава подготовка във факултет „Аерокосмология“ в Международния център за образователни системи, след завършване на който получава квалификацията „инженер-еколог“ и международен сертификат за титлата „магистър по екологичен мениджмънт“.
От 1994 до 1995 няколко пъти влиза в дублиращи екипажи като командир на екипажа.

## Първи космически полет
Първия си космически полет извършва от 21 февруари до 2 септември 1996 г. като командир на космическия кораб (КК) „Союз ТМ-23“ и орбиталната станция „Мир“ заедно с Юрий Усачев и Шанън Лусид (САЩ). По време на полета извършва шест излизания в открития космос с обща продължителност 30,5 часа. Общата продължителност на полета е 193 денонощия 19 часа 7 минути и 35 секунди.
От 28 юли 1997 г. влиза в дублиращия екипаж на Експедиция-1 на МКС като командир на екипажа, а също така и в основния екипаж на Експедиция-3 на МКС заедно с Михаил Тюрин. Във връзка с промяна на екипажите на 20 октомври 1997 г. е назначен за командир на дублиращия екипаж на Експедиция-2 на МКС и основния екипаж на Експедиция-4 на МКС заедно с Карл Уолц (САЩ) и Даниел Бурш (САЩ).

## Втори космически полет
Втория си космически полет извършва от 5 декември 2001 г. до 19 юни 2002 г. като командир на Експедиция-4 на МКС заедно с Карл Уолц и Даниел Бърш. Полетът започва със совалката „Индевър“, мисия STS-108. По време на полета извършва две излизания в открития космос с обща продължителност 12 часа и 2 минути. Кацането на Земята става отново с Индевър, мисия STS-111. Общата продължителност на полета е 195 денонощия 19 часа 39 минути и 17 секунди.
На 17 март 2004 г. е назначен за заместник началник на 1-во управление на „Центъра за подготовка на космонавти“.
Има 2-ри разряд по скиспорт и шахмат; занимава се с риболов, фотография и тенис.

## Награди и звания
- Герой на Русия (16 октомври 1996) – за успешно осъществяване на международния космически полет на орбиталния научноизследователски комплекс „Мир“ и проявени при това мъжество и героизъм[1]
- Орден „За заслуги пред Отечеството“ – IV степен (2 февруари 2004) – за мъжество и висок професионализъм, проявени при осъществяване на космическия полет на Международната космическа станция[2]
- Орден на Почетния легион (Франция, 1997)
- Два медала „За космически полет“ (НАСА)
- Медал „За обществени заслуги“ (НАСА)
- Летец-космонавт на Русия (16 октомври 1996) – за успешно осъществяване на международния космически полет на орбиталния научноизследователски комплекс „Мир“ и проявени при това мъжество и героизъм[3]